# 石川県議会
石川県議会（いしかわけんぎかい）は、石川県に設置されている地方議会である。

## 概要

### 任期
任期は4年で、議会解散が実施されれば任期満了前であっても議員任期は終了する。

### 定数
2024年時点の定数は41。2011年4月10日実施の選挙から改選前の46から3減の43、2023年4月9日実施の選挙から2減の41となった。詳細は下述。

### 選出方法
中選挙区制と小選挙区制を実施。

### 事務局
議会事務を担当する事務局が設置されている。
- 総務課 - 秘書係・庶務係
- 議事課 - 議事係
- 企画調査課
- 図書室

## 歴史

### 略歴
- 1872年（明治5年）
  - 9月 - 会議仮条例発布。
- 1873年（明治6年）
  - 3月28日 - 仮条例に基づく会議開催。以降毎月9日と24日に開催。
- 1878年（明治11年）
  - 7月22日 - 府県会規則公布。
- 1879年（明治12年）
  - 4月 - 第一回石川県会議員選挙実施。定数69。
  - 5月25日 - 第一回石川県会開会。
- 1883年（明治16年）
  - 県域の変更に伴う議員定数改正。定数36。
- 1891年（明治24年）
  - 10月1日 - 府県制施行。
- 1927年（昭和2年）
  - 9月24日 - 石川県会議員選挙実施。（普通選挙法に基づく最初の執行）
- 1947年（昭和22年）
  - 5月3日 - 地方自治法施行、石川県議会に改称。

## 会派
自民・公明で定数の6割以上を占め、議会の主導権を握っている。政心研は、県議選で自民の公認を得られなかったため一人会派として活動しているが、議案の賛否では自民と同一歩調をとっていた。その後自民会派に合流した。
2014年の石川県議会議員選挙においては、当選した無所属新人がいくつかの1人会派を結成したが、いずれも自民党会派に合流した。
国政選挙で自公に対抗する影響力を行使してきた新進石川は、議会内においては非主流派で、民主系の民主いしかわ、社民系の清風・連帯、無所属の黎明会と連携してきた。しかし2012年12月、新進石川議員会8人中7人が離脱、6人は民主いしかわと合同し、新たに「県政石川議員会」を結成した。
2015年4月の石川県議会議員選挙において民主党･社民党系の清風・連帯、無所属の黎明会と合同し、新会派｢未来石川｣を結成した。
2019年4月の石川県議会議員選挙においては、自民党会派が1人減らし、無所属議員が1人会派を結成した他には、改選前とは変わりはなかった。その後、1人会派を結成した議員が自民党会派入りし議員数が元に戻った。
2023年4月の石川県議会議員選挙においては、定数削減により自民党会派と未来石川がそれぞれ1議席ずつ減らした。県議会において会派が代表質問権を得るためには、「議員数7人以上の上位2会派」という要件を満たす必要があるため、県議会第2会派の未来石川は代表質問権を失った。
会派別議員数（2023年4月30日現在）
| 会派名                         | 議員数 | 所属党派                          | 女性議員数 | 女性議員の比率(%) |
| ------------------------------ | ------ | --------------------------------- | ---------- | ----------------- |
| 自由民主党石川県議会議員協議会 | 31     | 自由民主党                        | 3          | 9.68              |
| 未来石川議員会                 | 6      | 立憲民主党2・社会民主党1・無所属3 | 1          | 16.67             |
| 公明党                         | 2      | 公明党                            | 0          | 0                 |
| 日本共産党                     | 1      | 日本共産党                        | 0          | 0                 |
| 参政党                         | 1      | 参政党                            | 0          | 0                 |
| 計                             | 41     |                                   | 4          | 9.76              |

## 選挙区
2023年12月6日現在
| 選挙区                 | 定数 | 市町村                 | 議員氏名（所属会派） | 議員氏名（所属会派） | 議員氏名（所属会派） | 議員氏名（所属会派） |
| ---------------------- | ---- | ---------------------- | -------------------- | -------------------- | -------------------- | -------------------- |
| 金沢市選挙区           | 16   | 金沢市                 | 紐野義昭（自民）     | 下沢佳充（自民）     | 中村勲（自民）       | 米澤賢司（自民）     |
| 金沢市選挙区           | 16   | 金沢市                 | 盛本芳久（未来）     | 谷内律夫（公明）     | 佐藤正幸（共産）     | 安居知世（自民）     |
| 金沢市選挙区           | 16   | 金沢市                 | 不破大仁（自民）     | 川裕一郎（参政）     | 田中敬人（自民）     | 太郎田真理（自民）   |
| 金沢市選挙区           | 16   | 金沢市                 | 長田哲也（自民）     | 打出喜代文（未来）   | 小松実（公明）       | 田中美絵子（未来）   |
| 七尾市選挙区           | 2    | 七尾市                 | 和田内幸三（自民）   | 清水真一路（自民）   |                      |                      |
| 小松市選挙区           | 4    | 小松市                 | 福村章（自民）       | 八田知子（自民）     | 一川政之（未来）     | 竹田良平（自民）     |
| 輪島市選挙区           | 1    | 輪島市                 | 宮下正博（自民）     |                      |                      |                      |
| 珠洲市鳳珠郡選挙区     | 2    | 珠洲市・穴水町・能登町 | 平蔵豊志（自民）     | 堂前利昭（自民）     |                      |                      |
| 加賀市選挙区           | 2    | 加賀市                 | 室谷弘幸（自民）     | 髙辻伸行（自民）     |                      |                      |
| 羽咋市羽咋郡南部選挙区 | 1    | 羽咋市・宝達志水町     | 稲村建男（自民）     |                      |                      |                      |
| かほく市選挙区         | 1    | かほく市               | 沖津千万人（自民）   |                      |                      |                      |
| 白山市選挙区           | 4    | 白山市                 | 作野広昭（自民）     | 横山隆也（自民）     | 車幸弘（自民）       | 安実隆直（自民）     |
| 能美市能美郡選挙区     | 2    | 能美市・川北町         | 善田善彦（自民）     | 亀田豊（自民）       |                      |                      |
| 野々市市選挙区         | 2    | 野々市市               | 吉田修（未来）       | 馬場弘勝（自民）     |                      |                      |
| 河北郡選挙区           | 2    | 内灘町・津幡町         | 焼田宏明（自民）     | 太田臣宣（自民）     |                      |                      |
| 羽咋郡北部選挙区       | 1    | 志賀町                 | 石田章（自民）       |                      |                      |                      |
| 鹿島郡選挙区           | 1    | 中能登町               | 岡野定隆志（未来）   |                      |                      |                      |
| 計                     | 41   |                        |                      |                      |                      |                      |

### 選挙区の変更

#### 2011年
2011年4月10日実施の選挙から選挙区の区域が改正される他に、定数が現行の46から43に削減された。
改正された選挙区・定数
- 松任市石川郡西部選挙区（定数3）・石川郡東南部選挙区（定数3）→白山市選挙区（白山市、定数4）、石川郡選挙区（野々市町、定数2）
- 鳳珠郡選挙区のうち
  - 輪島市門前町域→輪島市選挙区へ編入。

改正された定数
- 金沢市選挙区：17→16
- 七尾市選挙区：3→2
- 鳳珠郡選挙区：2→1

#### 2019年
有権者の減少に伴い2019年4月7日実施の選挙から、選挙区の区割りが変更となった。定数は変わらず。
改正された選挙区
- 鳳珠郡選挙区、珠洲市選挙区（定数1）→珠洲市・鳳珠郡選挙区（定数2）

#### 2023年
有権者の減少に伴い2023年4月9日執行の選挙から、定数が43から41に削減された。
改正された選挙区
- 加賀市選挙区：3→2
- 羽咋市羽咋郡南部選挙区：2→1

## 役員・委員会

### 正副議長
- 議長 - 焼田宏明 （自由民主党石川県議会議員協議会）
- 副議長 - 平蔵豊志（自由民主党石川県議会議員協議会）

2023年4月30日現在

## 選挙結果

### 第20回石川県議会議員選挙
| 第20回（改選41） 2023年（令和5年）4月9日施行 |        |      |      |      |
|                                              | 与党   | 与党 | 野党 | 野党 |
| 自公 33                                      | 自民   | 31   |      |      |
| 自公 33                                      | 公明   | 2    |      |      |
| 反自公 8                                     | 未来   | 6    | 共産 | 1    |
| 反自公 8                                     | 参政党 | 1    |      |      |
| 42                                           | 42     | 42   | 1    | 1    |
|                                              |        |      |      |      |
| 投票率 : %                                   |        |      |      |      |

### 第19回石川県議会議員選挙
| 第19回（改選43） 2019年（平成30年）4月7日施行 |          |      |      |      |
|                                               | 与党     | 与党 | 野党 | 野党 |
| 自公 33                                       | 自民     | 31   |      |      |
| 自公 33                                       | 公明     | 2    |      |      |
| 反自公 10                                     | 未来     | 7    | 共産 | 1    |
| 反自公 10                                     | WILL石川 | 1    |      |      |
| 反自公 10                                     | 守破離   | 1    |      |      |
| 42                                            | 42       | 42   | 1    | 1    |
| 投票率 :44.72 %                               |          |      |      |      |

### 第18回石川県議会議員選挙
| 第18回（改選43） 2015年（平成27年）4月12日施行 |          |      |      |      |
|                                                | 与党     | 与党 | 野党 | 野党 |
| 自公 31                                        | 自民     | 26   |      |      |
| 自公 31                                        | 公明     | 2    |      |      |
| 自公 31                                        | 無       | 3    |      |      |
| 反自公 12                                      | 未来     | 7    | 共産 | 1    |
| 反自公 12                                      | 新進石川 | 1    |      |      |
| 反自公 12                                      | 無       | 2    |      |      |
| 42                                             | 42       | 42   | 1    | 1    |
| 投票率 :48.15 %                                |          |      |      |      |

### 第17回石川県議会議員選挙
| 第17回（改選43） 2011年（平成23年）4月10日施行 |          |      |      |      |
|                                                | 与党     | 与党 | 野党 | 野党 |
| 自公 29                                        | 自民     | 24   |      |      |
| 自公 29                                        | 公明     | 2    |      |      |
| 自公 29                                        | 無       | 3    |      |      |
| 反自公 14                                      | 民主     | 8    | 共産 | 1    |
| 反自公 14                                      | 新進石川 | 1    |      |      |
| 反自公 14                                      | 無       | 4    |      |      |
| 42                                             | 42       | 42   | 1    | 1    |
| 投票率 : 56.72%                                |          |      |      |      |

### 第16回石川県議会議員選挙
| 第16回（改選46） 2007年（平成19年）4月8日施行 |      |      |      |      |
|                                               | 与党 | 与党 | 野党 | 野党 |
| 自公 31                                       | 自民 | 24   |      |      |
| 自公 31                                       | 公明 | 2    |      |      |
| 自公 31                                       | 無   | 5    |      |      |
| 反自公 15                                     | 新進 | 6    | 共産 | 1    |
| 反自公 15                                     | 社民 | 1    |      |      |
| 反自公 15                                     | 民主 | 2    |      |      |
| 反自公 15                                     | 無   | 5    |      |      |
| 45                                            | 45   | 45   | 1    | 1    |
| 投票率 : 57.95%                               |      |      |      |      |

### 第15回石川県議会議員選挙
| 第15回（改選46） 2003年（平成15年）4月13日施行 |      |      |      |      |
|                                                | 与党 | 与党 | 野党 | 野党 |
| 自公 31                                        | 自民 | 26   |      |      |
| 自公 31                                        | 公明 | 1    |      |      |
| 自公 31                                        | 無   | 4    |      |      |
| 非自公 15                                      | 新進 | 7    | 共産 | 1    |
| 非自公 15                                      | 社民 | 1    |      |      |
| 非自公 15                                      | 民主 | 2    |      |      |
| 非自公 15                                      | 無   | 4    |      |      |
| 45                                             | 45   | 45   | 1    | 1    |
| 投票率 : 62.24%                                |      |      |      |      |

## 石川県議会議員出身者

### 国会議員
現職
- 西田昭二（衆2期）
- 岡田直樹（参4期）

過去
- 遠藤秀景（衆1期）
- 神野良（衆1期）
- 石坂専之介（衆1期）
- 青山庄兵衛（衆1期）
- 岡野是保（貴1期）
- 山田穣（貴1期）
- 馬場道久（貴1期）
- 大垣兵次（衆1期）
- 神保小太郎（衆1期）
- 新田甚左衛門（衆1期）
- 由雄与三平（衆1期）
- 谷順平（衆1期）
- 小間粛（衆2期）
- 梅田五月（衆1期）
- 島田孝之（衆4期）
- 吉本栄吉（衆2期）
- 百萬梅治（衆2期）
- 津田嘉一郎（衆1期）
- 岡部勇作（貴1期）
- 坪田仁兵衛（衆1期）
- 竹内虎松（衆1期）
- 久世嘉左衛門（衆1期）
- 稲垣示（衆3期）
- 赤土亮（衆2期）
- 中田弥平（衆2期）
- 金田平五郎（衆1期）
- 橋元勗（衆1期）
- 庭田次平（衆1期）
- 室木弥八郎（衆1期）
- 水登勇太郎（衆1期）
- 中谷宇平（衆3期）
- 山森隆（衆2期）
- 米沢紋三郎（衆2期）
- 安念次左衛門（衆2期）
- 藻寄鉄五郎（衆4期）
- 橋本次六（衆2期）
- 上出長次郎（衆1期）
- 神保東作（衆1期）
- 松田吉三郎（衆9期）
- 真舘貞造（衆3期）
- 山本七朗（衆1期）
- 相川久太郎（衆2期）
- 田中喜太郎（衆6期）
- 関戸寅松（衆1期）
- 浅野順平（衆9期）
- 西村正則（衆4期）
- 神田重義（衆1期）
- 堀喜幸（衆1期）
- 米原於菟男（衆2期）
- 武谷甚太郎（衆1期）
- 戸部良祐（衆1期）
- 神保重吉（衆1期）
- 桜井兵五郎（衆8期）
- 青山憲三（衆6期）
- 江川為信（衆1期）
- 中川幸平（参2期）
- 鳥畠徳次郎（参1期）
- 大森玉木（衆6期）
- 岡良一（衆6期）
- 奥田敬和（衆10期）
- 桑原豊（衆2期）
- 一川保夫（衆3期、参1期）
- 北村茂男（衆4期）
- 田中美絵子（現職、衆1期）

### 首長
現職
- 宮元陸（加賀市長）
- 井出敏朗（能美市長）
- 粟貴章（野々市市長）
- 矢田富郎（津幡町長）

過去（公選制導入以降）
- 岡良一（金沢市長）
- 守友友範（七尾市長）
- 上野彦二（輪島市長）
- 矢田松太郎（加賀市長）
- 大幸甚（加賀市長）
- 角光雄（松任市長、白山市長）
- 作野広昭（現職、白山市長）
- 杉本栄蔵（中能登町長）
- 山田憲昭（白山市長）
- 小泉勝（志賀町長）

### その他
- 金原博（当選回数12回で最多）
- 宇野邦夫
- 米沢外秋
- 森祐喜